# .mobi
.mobi je generička internetska domena. Namijenjena je uglavnom pojednostavljenim internetskim stranicama prilagođenim prikazu na mobilnim uređajima s malim zaslonom. U upotrebi je od 2006. godine.

## Vanjske poveznice
- Popis najviših domena, na iana.org